# غزل الجبيلي
غزل الجبيلي ولدت في 1986 وهي سباحة لبنانية سابقة متخصصة في سباقات السباحة الحرة. تأهلت لمسابقة السباحة 50 متر للسيدات في الأولمبياد الصيفية بأثينا عام 2004. وذلك بعد حصولها على تصنيف متقدم من الاتحاد الدولي للسباحة في وقت دخول 42.31. و نافست 6 سباحات أخريات في الدور الثاني التمهيدى للنهائيات من بينهن البحرينية سميرة البيطار ذات ال14 عام وكريستال كلاشنج التي مثلت أنتيغوا وبربودا. و تعادلت مع سميرة البيطار على المركز الأول بعد ان حققا الفوز برقم قياسى متساوى وهو 30 ثانية فقط. لم تستطع غزل الجبيلي التأهل للدور نصف النهائي وذلك لحصولها على المركز السادس والستون من أصل 75 سباح في اليوم الأخير من التصفيات.

## روابط خارجية
- غزل الجبيلي على موقع الاتحاد الدولي للسباحة (الإنجليزية)
- غزل الجبيلي على موقع SwimRankings.net (الإنجليزية)
- غزل الجبيلي على موقع اللجنة الأولمبية الدولية (الإنجليزية)
- غزل الجبيلي على موقع أوليمبيديا (الإنجليزية)